# Schmalblättriger Klee
Der Schmalblättrige Klee (Trifolium angustifolium) ist eine Pflanzenart aus der Gattung Klee (Trifolium) in der Familie der Hülsenfrüchtler (Fabaceae). Er wurde in der Gattung in die Sektion Trifolium, Untersektion Angustifolia gestellt.

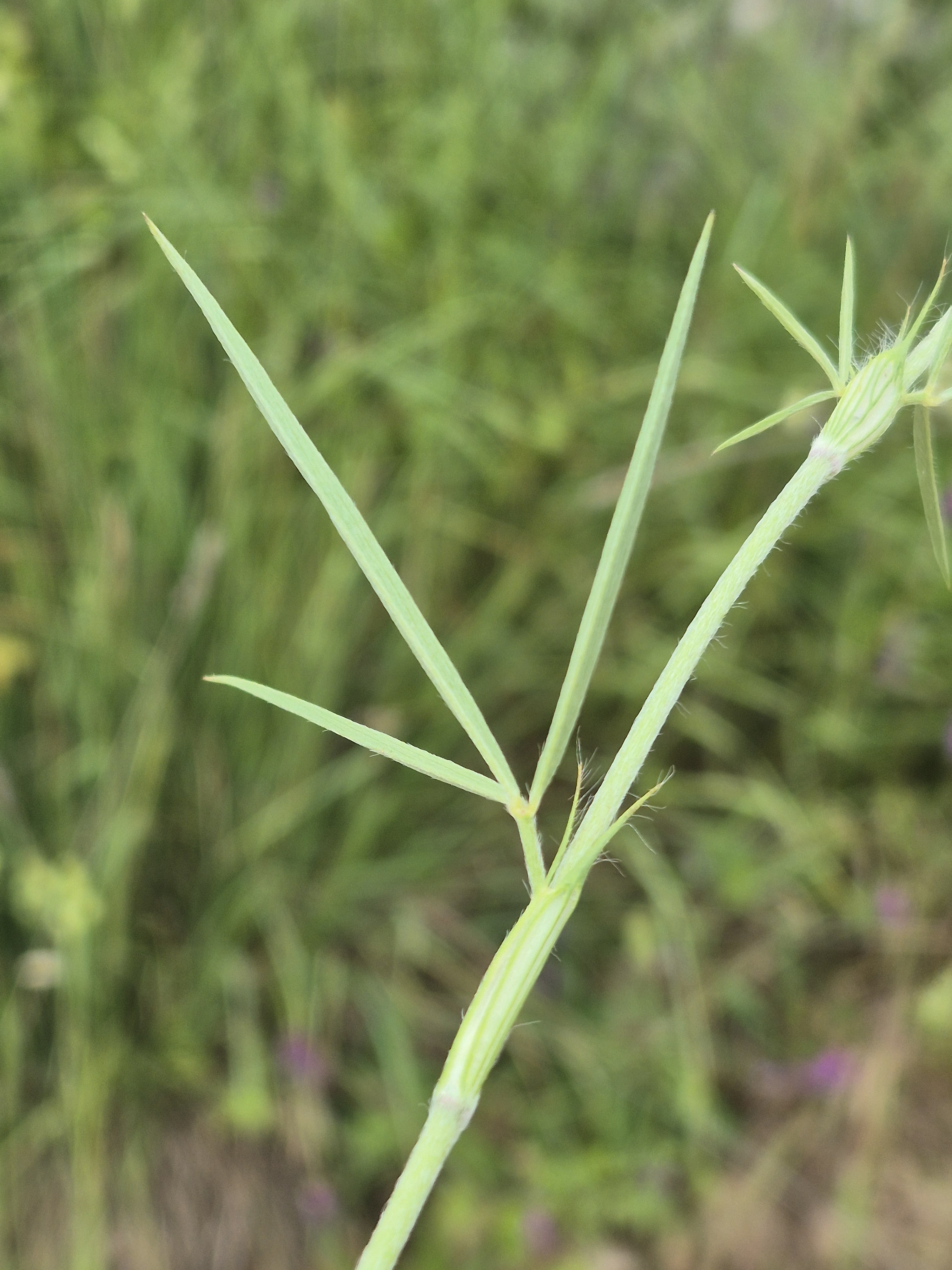
Blatt

## Beschreibung
Der Schmalblättrige Klee ist eine einjährige, krautige Pflanze, die Wuchshöhen zwischen 15 und 50 Zentimeter erreicht. Die Stängel sind aufrecht, steif, am Grund verzweigt und anliegend behaart. Die seitlichen Triebe sind kürzer und aufsteigend.
Die dreiteiligen Laubblätter sind im unteren Pflanzenteil lang, im oberen kurz gestielt. Die Nebenblätter sind etwa zur Hälfte mit den Blattstielen verwachsen. Der freie Teil ist lanzettlich mit vielen deutlichen Blattadern und pfriemlicher Spitze.
Die Fiederblättchen sind zwischen 3 und 5 Zentimeter lang und 0,2 bis 0,4 Zentimeter breit. Sie sind meist länger als die Blattstiele. Sie sind schmal lanzettlich bis linealisch, bei den oberen Blättern spitz, bei den unteren stumpf. Beide Blattseiten sind angedrückt behaart. Der Blattrand ist ganzrandig oder fast ganzrandig.
Der Schmalblättrige Klee blüht von März bis Juli. Die kopfig gedrängten Blütenstände sind zylindrische oder kegelförmige Ähren. Sie werden 3 bis 8 Zentimeter lang und bestehen aus 1 bis 1,3 Zentimeter langen Schmetterlingsblüten.
Der Kelch hat zehn Nerven und eine röhren- bis glockenförmige Form und ist mit anliegenden bis abstehenden, steifen Haaren bedeckt, die aus Höckerchen auswachsen. Die Kelchzähne sind pfriemlich-borstenförmig mit scharfer, in der Fruchtreife steifer und stechender kahler Spitze. Die unteren sind länger als die oberen. Die Krone ist rosa bis purpurn und so lang wie die Kelchzähne oder nur sehr wenig länger.
Bei der Fruchtreife bilden sich einsamige eiförmige, häutige Hülsen mit knorpelähnlichem Samendeckel (Operculum). Sie reifen in der komplett verschlossenen Kelchröhre. Die Kelchzähne stehen sternförmig ab. Der Same ist eiförmig und von hellbrauner Farbe.
Die Chromosomenzahl beträgt 2n = 16 oder auch 14.

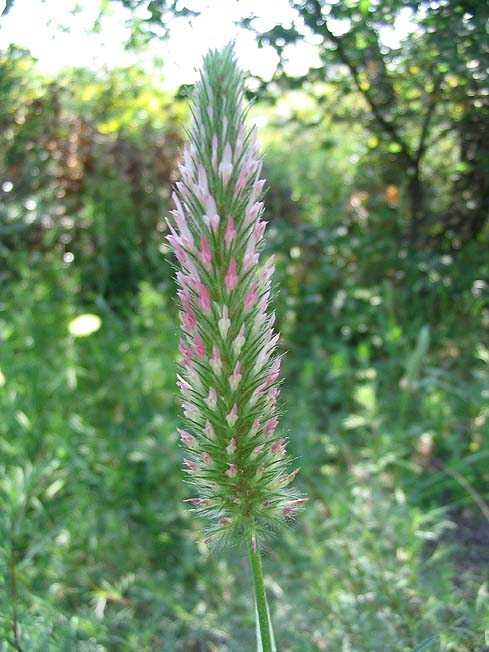
Schmalblättriger Klee (Trifolium angustifolium)

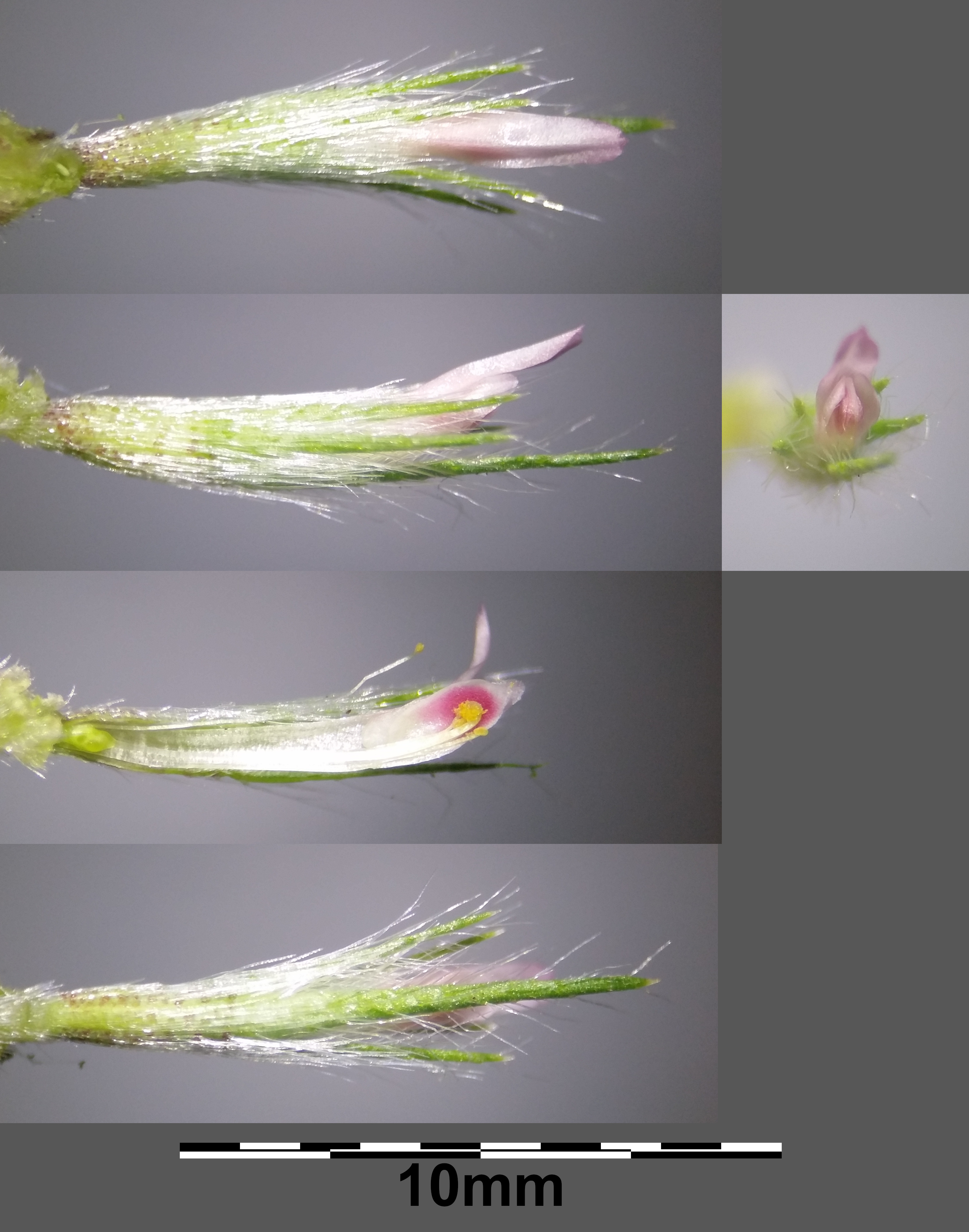
Blüten

## Vorkommen
Der Schmalblättrige Klee kommt in allen Ländern des Mittelmeergebietes außer der Sinai-Halbinsel vor. Im Norden erreicht sie den Südrand der Alpen, Rumänien und die ehemalige Tschechoslowakei.
Im Westen siedelt sie auf allen Inseln der Kanaren und des Madeira-Archipels und auf allen Inseln der Azoren außer Graciosa, Flores und Corvo. Im Osten kommt sie in den Kaukasusländern und im nördlichen Irak und Iran vor.
Sie ist in Chile, Südafrika und im südlichen Australien fest eingebürgert, möglicherweise auch in Neuseeland, Kalifornien und Oregon. Dieser Klee besiedelt Vegetationslücken und offene Böden in trockenem Kultur- und Weideland bis in Höhenlagen bis 1300 Meter und bevorzugt eher basenarme Böden.

## Systematik
Der Artname Trifolium angustifolium wurde 1753 durch Carl von Linné in Species Plantarum erstveröffentlicht. Der Schmalblättrige Klee wird in der Gattung in die Sektion Trifolium, Untersektion Angustifolia gestellt. Eine Identifikation des alten lateinischen Pflanzennamens Trifolium acutum als Schmalblättriger Klee ist unsicher.